# 山川宗玄
山川 宗玄（やまかわ そうげん、1949年 - ）は、東京都出身の臨済宗妙心寺派の僧侶。正眼寺住職、同僧堂師家、正眼短期大学学長。

## 略歴
1949年、東京都に生まれる。埼玉大学理工学部を卒業後、平林寺僧堂で出家。正眼僧堂で修行に入り梶浦逸外に師事。1994年に正眼寺住職・師家・学長に就任。

## 著作一覧
- 『『無門関』の教え - アメリカで禅を説く-』（淡交社、2005年9月。ISBN 4473032604）
- 『無心の一歩をあゆむ』（春秋社、2011年10月。ISBN 978-4393142790）
- 『生きる』（春秋社、2012年12月。ISBN 978-4393142806）
- 『無門関提唱』（春秋社、2015年1月。ISBN 978-4393142837）
- 『くり返し読みたいブッダのことば』（臼井治画、リベラル社、2017年1月。ISBN 978-4434229459）
- 『禅の知恵に学ぶ』（NHK出版、2019年4月。ISBN 978-4149110035）
- 『禅語を生きる』（春秋社、2022年9月）

### 監修
- 『心をつよくする禅語』（リベラル社、2016年9月。ISBN 978-4434224744）

## 出演歴

### TV
- こころの時代「禅の知恵に学ぶ 山川宗玄」（NHK教育、2019年4月-）
  - 第一回 生きることすべてが修行（2023年7月21日）[1]
  - 第二回 それと一つになる（2023年7月28日）[2]